# Gli altri dei
Gli altri dei (The Other Gods) è un racconto di Howard Phillips Lovecraft del 1921, appartenente al cosiddetto Ciclo dei Sogni. Nel racconto vengono introdotti per la prima volta i Grandi Antichi, protagonisti di molte opere dello scrittore.

## Trama
Nella Terra dei Sogni, durante una sconosciuta eclissi lunare, il vecchio e ambizioso conoscitore dell'occulto Barzai il Saggio intraprende un viaggio per raggiungere la vetta più alta del misterioso monte Hatheg-Kla accompagnato dal suo allievo Atal. Sulla cima del monte egli spera di poter vedere finalmente gli dei della Terra ma quando giunge a destinazione si ritrova faccia a faccia con gli 'Altri dei', infinitamente più orrendi e crudeli. Atal si precipita verso la vetta del monte ma riesce solo a sentire le grida di terrore del suo maestro. Al mattino non vi è più traccia di Barzai il Saggio, ma sulla roccia del monte è ora scolpito un misterioso simbolo di dimensioni colossali. Gli dei della Terra, sicuri che adesso nessuno tenterà mai più di trovarli, tornano finalmente nei loro luoghi di origine e danzano liberi al chiaro di luna.